# 马尔西耶城
马尔西耶城（法語：Marcillé-la-Ville，法語發音：[maʁsije la vil]）是法国马耶讷省的一个市镇，属于马耶讷区。

## 地理
马尔西耶城（48°18'24"N, 0°29'38"W）面积26.96 平方千米，位于法国卢瓦尔河地区大区马耶讷省，该省份为法国西北部内陆省份，北起芒什省和奧恩省，西接伊勒-维莱讷省，南至曼恩-卢瓦尔省，东临萨尔特省。
与马尔西耶城接壤的市镇（或旧市镇、城区）包括：勒奥尔、阿龙、尚佩翁、拉沙佩勒欧里布勒、格拉宰、阿尔当日、勒里拜。

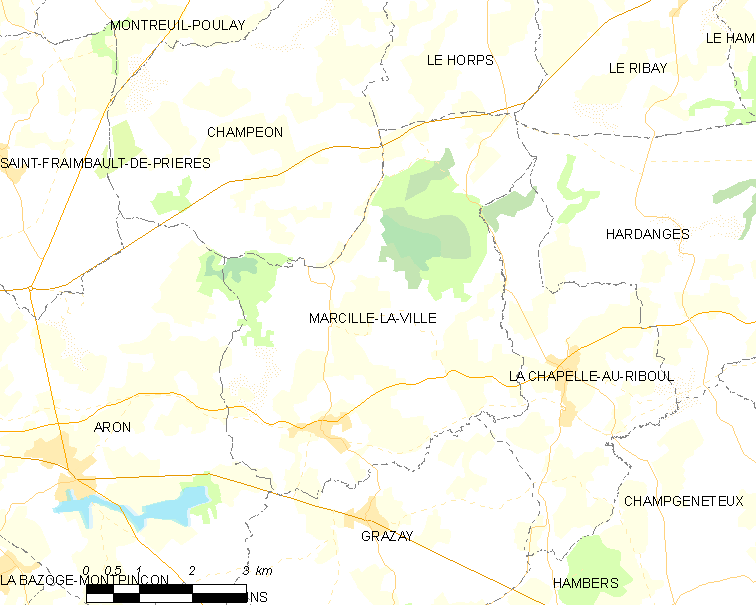
马尔西耶城的OSM定位图

马尔西耶城的时区为UTC+01:00、UTC+02:00（夏令时）。

## 行政
马尔西耶城的邮政编码为53440，INSEE市镇编码为53144。

## 政治
马尔西耶城所属的省级选区为拉赛堡县。

## 人口

1962-2008年间马尔西耶城人口变化图示

马尔西耶城于2022年1月1日时的人口数量为750人。